# Ferndale (Maryland)
Ferndale és una concentració de població designada pel cens dels Estats Units a l'estat de Maryland. Segons el cens del 2000 tenia 16.056 habitants.

## Demografia
Segons el cens del 2000, Ferndale tenia 16.056 habitants, 6.240 habitatges, i 4.286 famílies. La densitat de població era de 1.526,9 habitants/km².
Dels 6.240 habitatges en un 32,7% hi vivien nens de menys de 18 anys, en un 48,3% hi vivien parelles casades, en un 15,1% dones solteres, i en un 31,3% no eren unitats familiars. En el 24,1% dels habitatges hi vivien persones soles el 9,1% de les quals corresponia a persones de 65 anys o més que vivien soles. El nombre mitjà de persones vivint en cada habitatge era de 2,57 i el nombre mitjà de persones que vivien en cada família era de 3,05.
Per edats la població es repartia de la següent manera: un 25,5% tenia menys de 18 anys, un 8,2% entre 18 i 24, un 33,5% entre 25 i 44, un 20,5% de 45 a 60 i un 12,4% 65 anys o més.
L'edat mediana era de 35 anys. Per cada 100 dones de 18 o més anys hi havia 90,7 homes.
La renda mediana per habitatge era de 45.816 $ i la renda mediana per família de 51.289 $. Els homes tenien una renda mediana de 38.068 $ mentre que les dones 28.892 $. La renda per capita de la població era de 20.806 $. Entorn del 4,4% de les famílies i el 7,8% de la població estaven per davall del llindar de pobresa.

## Poblacions més properes
El següent diagrama mostra les poblacions més properes.